# Шуст, Богдан Романович
Богда́н Рома́нович Шуст (укр. Богдан Романович Шуст; род. 4 марта 1986[…], Судовая Вишня, Львовская область) — украинский футболист, вратарь. Играл за сборную Украины.

## Биография

### Клубная карьера
В 15 лет попал в школу львовских «Карпат». В 2003 году перешёл в клуб «Галичина-Карпаты», команда выступала во Второй лиге Украины. В сезоне 2005/06 стал основным вратарём «Карпат». В Кубке Украины на этапе 1/8 финала «Карпаты» на своём поле обыграли донецкий «Шахтёр» (1:0) и выбили его из турнира. «Карпаты» в итоге дошли до полуфинала.
В январе 2006 года подписал пятилетний контракт с донецким «Шахтёром», клуб за него заплатил 5 050 000 гривен. Официальный дебют Богдана Шуста в «Шахтёре» состоялся 15 февраля 2006 года в выездном матче Кубка УЕФА против французского «Лилля» (3:2), домашний поединок закончился ничьей (0:0), и «Шахтёр» вылетел из турнира. В Высшей лиге дебютировал 5 марта 2006 года в матче против симферопольской «Таврии» (1:1), в этом матче Шуст пропустил мяч от Нериюса Василяускаса. Богдан Шуст вошёл в символическую сборную Украины 2006 года и стал лучшим вратарём 2006 года по версии посетителей сайта UA-Футбол. Летом 2007 года в «Шахтёр» перешёл Андрей Пятов, и Шуст потерял место в основе «Шахтёра».
Летом 2009 года был отдан в аренду на 2 года в донецкий «Металлург». В команде пробыл полгода и сыграл всего 5 матчей в Премьер-лиге. Шуст уступил место в основе Владимиру Дишленковичу.
В январе 2010 года был отдан в аренду до конца сезона в луганскую «Зарю». В декабре 2010 года был отдан в аренду в мариупольский «Ильичёвец».
В начале 2012 года, после дисквалификации Александрa Рыбки, вернулся в «Шахтёр». 12 января 2013 года официально представлен в качестве игрока «Металлиста» — голкипер подписал соглашение, рассчитанное на три года. 10 марта 2013 года дебютировал за харьковский клуб в игре против киевского «Арсенала».
В марте 2015 года перешёл в луцкую «Волынь». В команде взял 1 номер.
В начале июня 2016 года стал игроком полтавской «Ворсклы».

### Карьера в сборной
Выступал за юношескую сборную Украины (до 19 лет) и молодёжную сборную Украины. В 2005 на Молодёжном чемпионате мира в Нидерландах Шуст был запасным вратарём.
В национальной сборной Украины дебютировал 28 февраля 2006 года в матче против Азербайджана (0:0).
Богдан Шуст поехал на чемпионат мира 2006 года в Германии, где был третьим вратарём.

## Достижения
«Шахтёр» (Донецк)
- Чемпион Украины (3): 2005/06, 2007/08, 2011/12
- Обладатель Кубка Украины: 2011/12
- Обладатель Кубка УЕФА: 2008/09

«Металлист»
- Серебряный призёр чемпионата Украины: 2012/13

«Ворскла»
- Бронзовый призёр чемпионата Украины: 2017/18

## Награды
- Кавалер ордена «За мужество» III степени (2006 год)[11]
- Медаль «За труд и доблесть» (2009 год)[12]

## Личная жизнь
Его отец Роман — бывший декан (ныне — профессор) исторического факультета Львовского национального университета. Его дед играл в футбол на любительском уровне.
16 марта 2007 года Богдан Шуст женился на девушке Оксане. 13 октября 2009 года у них родилась дочь.